# Два долгих гудка в тумане
«Два долгих гудка в тумане» — советский полнометражный цветной художественный фильм, поставленный на «Ленфильме» в 1980 году режиссёром Валерием Родченко.
Премьера фильма в СССР состоялась в июле 1981 года.

## Сюжет
Действие фильма происходит в начале 1980-х годов в одном из северных районов СССР.

Гидросамолёт Ан-4 (гражданская версия гидросамолета на основе Ан-2), перевозивший большую сумму денег в инкассаторских мешках, по техническим причинам был вынужден совершить незапланированную посадку на озере Аяк, в пустынном районе. Неожиданно налетевший шквальный ветер сорвал и отнёс по воде самолёт без экипажа, при этом погибает инкассатор. Ан-4 обнаруживает неизвестный. Он забирает часть денег, сжигает самолёт и убивает случайного свидетеля-геолога.
В это же время по реке Янгоде пассажирский теплоход «Анадырь» с немногочисленными пассажирами совершает свой последний в этом году рейс — навигация заканчивается из-за наступающей зимы. Сильный туман заставляет корабль стать посреди реки на якорь и периодически давать гудки для предупреждения столкновения с другими судами.
Между тем на борту происходит убийство, к которому причастен кто-то из пассажиров теплохода. Поскольку всё происходит вдали от цивилизации, капитан команды вынужден начать собственное расследование — преступник, возможно, будет заметать следы и ставить под угрозу жизнь находящихся на судне людей.

## В ролях
- Николай Гринько — капитан Калашников Фёдор Петрович (озвучивание - Александр Демьяненко)
- Александр Пороховщиков — Исаев Игорь
- Елена Капица — Нина (озвучивание - Ольга Волкова)
- Дагун Омаев — Дагоев
- Любовь Виролайнен — Ушакова Вера Семёновна
- Виктор Проскурин — Чекин Вадим Петрович
- Андрей Толубеев — Гусаков
- Александр Коваленко — Фролов Сергей (частичное озвучивание - Игорь Ефимов)
- Александр Суснин — Чиж Иван
- Владимир Пожидаев — Фомушкин Паша (озвучивание - Игорь Ефимов)
- Пээтер Урбла — старпом Тооминг
- Николай Федорцов — второй помощник

## В эпизодах
- Азамат Багиров — эпизод
- Юрий Башков — боцман
- Владимир Дятлов — матрос
- Иван Ганжа — утонувший инкассатор
- Святослав Копылов — эпизод
- Николай Кошелев — убитый геолог
- Б. Родин — эпизод
- Олег Хроменков — кок Егорыч
- Владимир Шаварин — эпизод

## Съёмочная группа
- Автор сценария — Эдгар Дубровский.
- Режиссёр-постановщик — Валерий Родченко.
- Оператор-постановщик — Владимир Ильин.
- Художник-постановщик — Борис Бурмистров.
- Композитор — Аркадий Гагулашвили.
- Звукооператор — Ирина Черняховская.
- Режиссёр — Наталия Чаликова.
- Оператор — Виктор Соловьёв.
- Монтаж — Татьяны Пулиной.
- Грим — Вадима Халаимова.
- Костюмы — Г. Хомченко.
- Режиссёрская группа: М. Голубева, И. Павлова, С. Макаричев.
- Ассистенты:

оператора — В. Мурзинов, Ю. Орлюков
художника по костюмам — В. Волынская
по декорациям — И. Мишина
по монтажу — Р. Вайн-Риб
звукооператора — В. Викторов.
- Комбинированные съёмки:

оператор — Ю. Дудов
художник — Виктор Оковитый.
- Административная группа: В. Гришин, А. Наумович, Б. Родин.
- Консультанты: Ю. Волженков, В. Желтов.
- Редакторы: Светлана Пономаренко, Е. Шмидт.
- В съёмках принимал участие экипаж теплохода «Красногвардеец» Северо-Западного речного пароходства.
- Директор картины — Юрий Губанов.

## Технические данные
- Фильм снят на плёнке производственного объединения «Свема».

На лицензионном DVD фильм выпустила фирма «CP Digital».